# DCI-P3
DCI-P3 es un espacio de color RGB desarrollado por Digital Cinema Initiatives (DCI por sus siglas en inglés) para la proyección de películas digitales en la industria cinematográfica estadounidense. Este estándar fue publicado por la Society of Motion Picture and Television Engineers (SMPTE por sus siglas en inglés) en los documentos SMPTE EG 432-1 y SMPTE RP 431-2. Display P3 es una variante desarrollada por Apple para pantallas de amplia gama de colores.

## Historia
Su origen se remonta a principios de la década de 2000, cuando los principales estudios de Hollywood comenzaron a buscar una alternativa al celuloide para la distribución y exhibición de películas. Como resultado de estos esfuerzos, en 2005, DCI publicó la primera versión de la Especificación del Sistema de Cine Digital (DCSS), que incluía la definición del espacio de color DCI-P3. Este estándar fue diseñado para aprovechar las capacidades de los proyectores digitales con lámparas de xenón, ofreciendo una gama de colores más amplia en comparación con Rec. 709, el estándar utilizado en la televisión de alta definición.
Su desarrollo estuvo respaldado por la Society of Motion Picture and Television Engineers, que formalizó sus especificaciones en los documentos SMPTE EG 432-1:2010 y SMPTE RP 431-2:2011. Estos documentos detallaban la cromaticidad de los colores primarios, el punto blanco y la curva de transferencia de este espacio de color. La amplia gama de colores de DCI-P3 permitió una reproducción más fiel de los tonos utilizados en la cinematografía digital, mejorando la calidad visual de las proyecciones en salas de cine.
A partir de 2015, DCI-P3 comenzó a expandirse más allá del ámbito cinematográfico y fue adoptado en dispositivos de consumo. Apple fue una de las primeras compañías en incorporar este estándar en sus productos, comenzando con el iMac con pantalla Retina 5K lanzado en septiembre de 2015. Esto marcó un punto de inflexión en la industria tecnológica, ya que significó que las pantallas de los consumidores podrían beneficiarse de una gama de colores más amplia y precisa.
En enero de 2016, la UHD Alliance anunció la certificación Ultra HD Premium, que requería que los dispositivos mostraran al menos el 90% de la gama de colores DCI-P3. Esto impulsó aún más la adopción del estándar en televisores y monitores de alta gama. En agosto del mismo año, Samsung lanzó el Galaxy Note 7, el primer teléfono inteligente con soporte para la totalidad del espacio de color DCI-P3. Apple continuó con la integración de este estándar en sus dispositivos, introduciendo pantallas compatibles en el iPad Pro de 9.7 pulgadas y en los iPhone 7 y 7 Plus en septiembre de 2016. Posteriormente, en octubre de 2016, el MacBook Pro se sumó a la lista de dispositivos con compatibilidad DCI-P3.
En paralelo con la adopción de DCI-P3 en sus dispositivos, Apple desarrolló una variante del estándar denominada Display P3. Esta versión mantiene los colores primarios de DCI-P3, pero utiliza un punto blanco D65 en lugar del punto blanco original del estándar cinematográfico. Además, Display P3 adopta la curva de transferencia de sRGB, aproximadamente equivalente a una gamma de 2.2, lo que facilita su integración con contenidos diseñados para pantallas de consumo y flujos de trabajo estándar en la industria digital.
La expansión de DCI-P3 continuó en los años siguientes con la incorporación del estándar en más dispositivos. En abril de 2017, Samsung presentó el Galaxy S8, que incluía soporte para esta gama de colores. Apple amplió la compatibilidad en junio de ese año con los nuevos modelos de iPad Pro de 12.9 y 10.5 pulgadas. En septiembre de 2017, los iPhone 8, 8 Plus y el iPhone X fueron equipados con pantallas compatibles con DCI-P3. En octubre, Google introdujo los Pixel 2 y Pixel 2 XL, alcanzando coberturas del 95% y 100% del estándar, respectivamente. HTC también adoptó este espacio de color en su modelo U11+, lanzado en noviembre de 2017, y en diciembre del mismo año, Apple presentó el iMac Pro con soporte para la gama P3.
Actualmente, DCI-P3 es un estándar ampliamente utilizado en diversas aplicaciones más allá del cine digital.

## Especificaciones Técnicas
En el diagrama de cromaticidad CIE 1931, DCI-P3 cubre aproximadamente el 45.5% de todas las cromaticidades y el 86.9% de la gama de Pointer. El color primario azul es el mismo que en sRGB y Adobe RGB, mientras que el rojo es una fuente de luz monocromática con una longitud de onda de 615 nm. DCI-P3 utiliza una curva gamma de 2.6, una luminancia blanca de 48 cd/m² y un punto blanco similar a D63 pero con un matiz más verde. Su gama de colores es aproximadamente un 25% más amplia que la del espacio sRGB.

### Primarios de Display P3 usando CSS 4
|           | sRGB | Display P3 |
| --------- | ---- | ---------- |
| Rojo (R)  |      |            |
| Verde (G) |      |            |
| Azul (B)  |      |            |

### Colorimetría
| Espacio de color | Gama  | Punto blanco | Punto blanco | TCC   | Colores primarios | Colores primarios | Colores primarios | Colores primarios | Colores primarios | Colores primarios |
| Espacio de color | Gama  | x            | y            | K     | Rx                | Ry                | Gx                | Gy                | Bx                | By                |
| ---------------- | ----- | ------------ | ------------ | ----- | ----------------- | ----------------- | ----------------- | ----------------- | ----------------- | ----------------- |
| DCI-P3 (Teatral) | γ 2.6 | 0.314        | 0.351        | ~6300 | 0.680             | 0.320             | 0.265             | 0.690             | 0.150             | 0.060             |
| DCI-P3 "D60 sim" | γ 2.6 | 0.32168      | 0.33767      | ~6000 | 0.680             | 0.320             | 0.265             | 0.690             | 0.150             | 0.060             |
| Display P3 (D65) | sRGB  | 0.3127       | 0.3290       | 6504  | 0.680             | 0.320             | 0.265             | 0.690             | 0.150             | 0.060             |
| P3-D65 (HDR)     | PQ    | 0.3127       | 0.3290       | 6504  | 0.680             | 0.320             | 0.265             | 0.690             | 0.150             | 0.060             |
| Canon DCI-P3+    | User  | 0.314        | 0.351        | ~6300 | 0.740             | 0.270             | 0.220             | 0.780             | 0.090             | -0.090            |

#### DCI P3
El espacio de color DCI-P3 está diseñado para su uso en cines oscuros. Utiliza una curva gamma de 2.6 y un nivel de brillo blanco nominal de 48 cd/m² (14 ftL). Su punto blanco está basado en proyectores con lámparas de xenón, lo que le da una temperatura de color de aproximadamente 6300 K. Sin embargo, este punto blanco no coincide con un estándar de la CIE ni con la curva de Planck, ya que es ligeramente más verdoso, optimizado para la iluminación de proyectores de cine.

#### DCI-P3 "D60 sim"
Al trabajar con contenido en el espacio de color P3, se puede aplicar una transformación a DCI-P3 D60-sim, que ajusta el punto blanco para alinearse con los espacios de color ACES.

#### Display P3
Apple desarrolló el estándar Display P3, que usa los mismos primarios de P3, pero con un punto blanco de D65 (6500 K), alineándose con estándares como sRGB y Adobe RGB. Además, emplea la curva de transferencia de sRGB (gamma de aproximadamente 2.2). Su gama de colores es un 50% mayor en volumen y 25% más amplia en superficie que sRGB. Desde el iPhone 7, las fotos de la cámara se etiquetan con este perfil de color.

#### P3-D65 para HDR
Algunas producciones HDR de Netflix utilizan el espacio P3-D65 junto con la curva de transferencia PQ.

#### DCI-P3+
Canon desarrolló un espacio de color ampliado llamado DCI-P3+, con el mismo punto blanco (~6300 K) que DCI-P3, pero sin relación directa con la iniciativa DCI. A diferencia de DCI-P3, que está basado en tecnologías de visualización reales, DCI-P3+ usa primarios imaginarios que no pueden ser reproducidos en pantallas físicas.

## Enlaces eternos
- Esta obra contiene una traducción parcial derivada de «DCI-P3» de Wikipedia en inglés, concretamente de esta versión del 16 de marzo de 2025, publicada por sus editores bajo la Licencia de documentación libre de GNU y la Licencia Creative Commons Atribución-CompartirIgual 4.0 Internacional.

- Datos: Q21686054